# Amphipolis
Amphipolis (græsk: Αμφίπολη; oldgræsk: Ἀμφίπολις) er en kommune og et arkæologisk udgravningsområde i den regionale enhed Serres i Grækenland. Kommunes administration ligger i byen Rodolivos. Det var en gammel græsk polis (by), og senere en romersk by, hvis rester stadig kan ses.
Da Amphipolis var en athensk koloni, var den stedet for Slaget ved Amphipolis mellem spartanerne og athenerne i 422 f.Kr., og også stedet, hvor Alexander den Store forberedte sig på kampagner, der førte til hans invasion af Asien. Alexanders tre fineste admiraler, Nearchus, Androsthenes og Laomedon, boede i Amphipolis, som også er stedet, hvor hans kone Roxana og deres søn Alexander IV blev eksileret og senere myrdet efter Alexanders død.
Udgravninger i og omkring byen har afsløret vigtige bygninger, gamle mure og grave. Fundene vises på det arkæologiske museum i Amphipolis. På den nærliggende enorme Kasta gravhøj er der for nylig blevet afsløret en gammel makedonsk grav. Monumentet Løven fra Amphipolis i nærheden er en populær destination for besøgende.
Den var placeret i den antikke region Edonis.

## Kommune
Kommunen Amfipoli blev dannet ved kommunalreformen i 2011 ved fusionen af følgende fire tidligere kommuner, der blev til kommunale enheder: 
- Amfipoli
- Kormista
- Proti
- Rodolivos

Kommunen har et areal på 411.773 km 2, den kommunale enhed 152.088 km2.